# 玛尔可敦

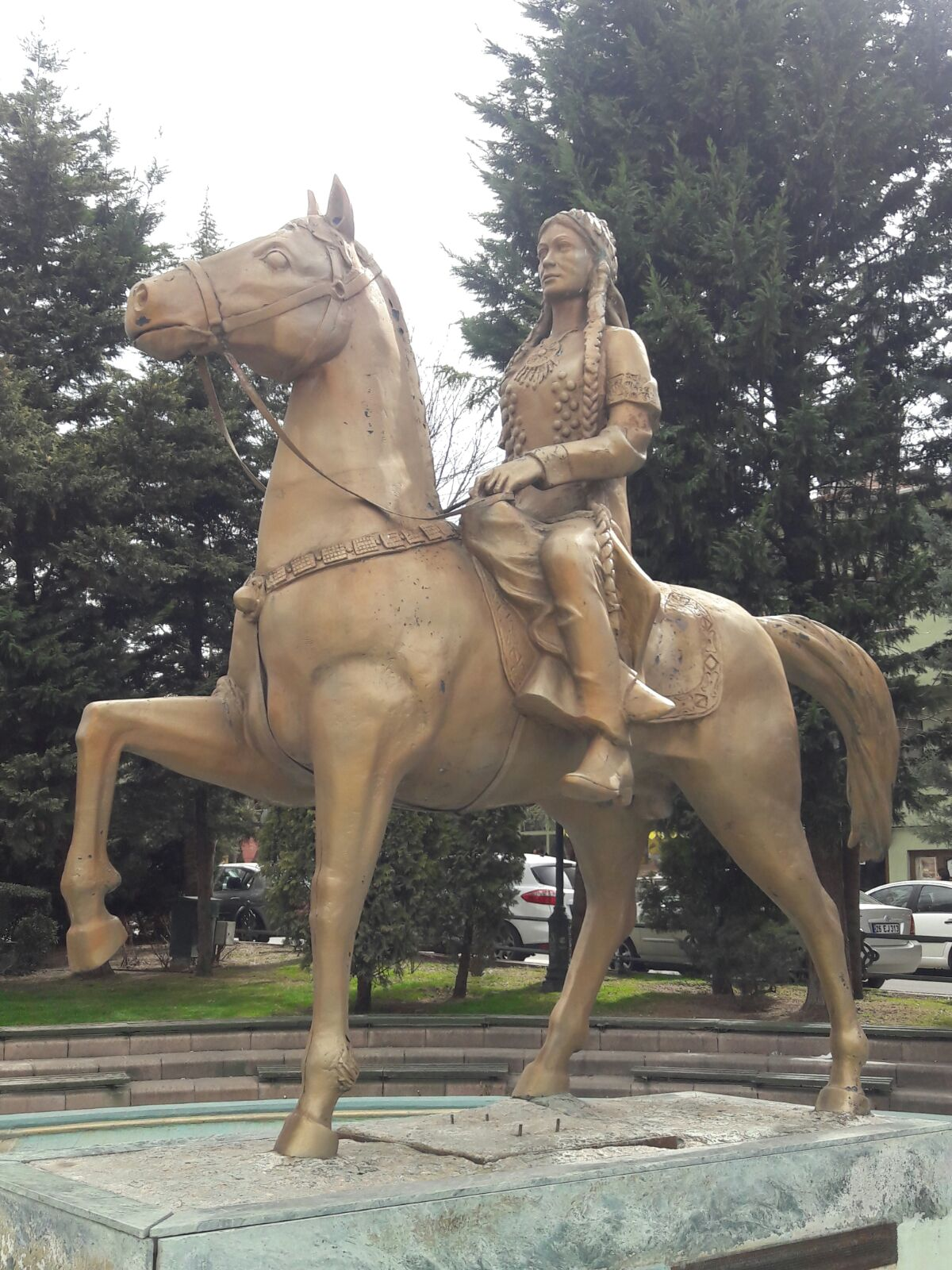
位於土耳其埃斯基谢希尔的瑪爾可敦雕像

玛尔可敦（Rabia Bala Malhun Hatun；？—1324年），是奥斯曼帝国的创立者第一位統治者奥斯曼一世的妻子，苏丹皇太后，雖然在神話故事奧斯曼之夢中認為她是謝赫·艾德巴利的女兒。她與奧斯曼所生的儿子奥尔汗一世是鄂圖曼帝國的第二位首领。